# 村上寿昭
村上 寿昭（むらかみ としあき、1974年（昭和49年7月22日 - ）は日本の指揮者。オーストリア・リンツ州立歌劇場指揮者兼コレペティトール。ドイツ・ハノーファー州立歌劇場専属第2指揮者(2006-2014) 。東京藝術大学、桐朋学園大学講師（2018年現在）。
2024年オペラカンパニー「東京オペラNEXT」を立ち上げる。

## 人物・来歴
東京都生まれ。神奈川県立川和高等学校を経て桐朋学園大学指揮科卒業。大学卒業後、ベルリン、ウィーンヘ留学。2004年よりオーストリア・リンツ州立歌劇場にて、また2006年から2014年までドイツ・ハノーファー国立歌劇場にて常任指揮者として活動。
桐朋学園学生時代より小澤征爾のアシスタントとして活動。ウィーン留学時代は小澤がウィーン国立歌劇場の音楽監督であり、村上がオーストラリア リンツ歌劇場でプロの指揮者となるまでの20代のほとんどは、弟子かつアシスタントとして小澤の音楽をもっとも近くで学び、吸収した。
2015年より日本での活動を本格化。教育活動にも力をいれている。東京藝術大学講師。桐朋学園講師。
2016年2月 小澤征爾音楽塾オペラ公演にて喜歌劇「こうもり」を小澤征爾と振り分け。同年5月28日NHK Eテレにて同公演のリハーサルおよび本番公演の模様を取材したドキュメンタリーが放映された。(「京都発!小澤征爾音楽塾」) 振り分けとは、ひとつのオペラを二人の指揮者が交代で降るスタイルであるが、二人の信頼関係とチームワークがよく伝わる。
オーストリア、ドイツの歌劇場ではコレペティトールとしても活動。(コレペティトールとは歌劇場などで歌手やバレエダンサーに音楽稽古をつけるピアニストで、カラヤンなどの名指揮者にはこの職から叩き上げたものが多い。) 現在も歌手の指導を積極的に行っている。また、室内楽などピアニストとしての活動も行っている。